# Merkle-Hellman
Merkle-Hellman (MH) fu uno dei primi crittosistemi a chiave pubblica creato da Ralph Merkle e Martin Hellman nel 1978. Nonostante l'idea sia elegante, e più semplice di quella dell'RSA, l'algoritmo è stato forzato. Il sistema Merkle-Hellman è basato sul problema della somma di sottoinsiemi (un caso speciale del problema dello zaino): data una lista di numeri e un altro numero, il quale è la somma di un sottoinsieme dei numeri precedenti, determinare il sottoinsieme. In generale, questo problema è conosciuto essere NP-completo; tuttavia, esistono alcuni casi 'facili' che possono essere risolti efficientemente. Lo schema Merkle-Hellman è basato sulla trasformazione di casi facili in casi difficili, e viceversa. Tuttavia, lo schema fu forzato da Adi Shamir, non attaccando il problema dello zaino, ma piuttosto forzando la trasformazione dal problema facile a quello difficile.

## Descrizione

### Generazione della chiave
Per cifrare un messaggio di n bit si sceglie una sequenza crescente
w = (w1, w2, ..., wn)
di n numeri naturali (tranne lo zero) tale che ogni elemento sia maggiore della somma degli elementi precedenti, per esempio {1, 2, 5, 8, 16}. Si sceglie un intero casuale q tale che 
q > {\displaystyle \sum _{i=1}^{n}w_{i}}, 
e un intero casuale r tale che MCD(r,q) = 1.
q deve essere scelto in modo tale da assicurare l'unicità del messaggio cifrato, cosa che non avviene per valori di q inferiori alla sommatoria di cui sopra.
Il valore scelto per r deve essere coprimo con q altrimenti non avrà un inverso mod q. L'esistenza dell'inverso di r è necessario perché sia possibile la decifrazione.
Si calcoli la sequenza
β = (β1, β2, ..., βn)
dove βi = rwi (mod q). La chiave pubblica è β, mentre la chiave privata è (w, q, r).

### Cifratura
Per cifrare un messaggio di n bit
α = (α1, α2, ..., αn),
dove αi è l'i-esimo bit del messaggio e αi {\displaystyle {\boldsymbol {\in }}} {0, 1} si calcola
{\displaystyle c=\sum _{i=1}^{n}\alpha _{i}\beta _{i}}.
Il messaggio cifrato è c.

### Decifrazione
Per decifrare un testo cifrato c il ricevente deve trovare nel messaggio i bit αi tali che soddisfino:
{\displaystyle c=\sum _{i=1}^{n}\alpha _{i}\beta _{i}.}
Questo sarebbe un problema difficile se i valori βi fossero casuali perché il ricevente dovrebbe risolvere un'istanza del problema della somma di sottoinsiemi, che è noto essere NP-completo. Tuttavia, i valori βi sono stati scelti in modo che la decifrazione è facile se si conosce la chiave privata (w, q, r).
Per decifrare bisogna trovare un intero s che sia l'inverso di r modulo q. Ciò significa che s soddisfa l'equazione s r mod q = 1 o equivalentemente che esiste un intero k tale che sr = kq + 1. Avendo scelto r tale che MCD(r,q)=1 è possibile trovare s e k usando l'algoritmo di Euclide esteso. Quindi il ricevente del testo cifrato c calcola
{\displaystyle c'\equiv cs{\pmod {q}}.}
Da cui
{\displaystyle c'\equiv cs\equiv \sum _{i=1}^{n}\alpha _{i}\beta _{i}s{\pmod {q}}.}
Siccome rs mod q = 1 e βi = rwi mod q segue 
{\displaystyle \beta _{i}s\equiv w_{i}rs\equiv w_{i}{\pmod {q}}.}
Da cui
{\displaystyle c'\equiv \sum _{i=1}^{n}\alpha _{i}w_{i}{\pmod {q}}.}
La somma di tutti i valori wi è minore di q e quindi anche {\displaystyle \sum _{i=1}^{n}\alpha _{i}w_{i}} è nell'intervallo [0,q-1].
Dopodiché il ricevente deve risolvere il problema della somma di sottoinsiemi
{\displaystyle c'=\sum _{i=1}^{n}\alpha _{i}w_{i}.}
Questo problema è facile perché w è una sequenza supercrescente.
Sia wk l'elemento maggiore in w. Se wk > c' , allora αk = 0, se wk≤c' , allora αk = 1. Sottrarre wk×αk da c' , e ripetere questi passo fino ad ottenere α.

## Esempio
Come prima cosa, creare una sequenza supercrescente w
```
w = {2, 7, 11, 21, 42, 89, 180, 354}
```

Questa è la base per la chiave privata. Da questa, calcolare la somma.
{\displaystyle \sum w=706}
Poi, scegliere un numero q maggiore della somma.
```
q = 881
```

Inoltre, scegliere un numero r all'interno dell'intervallo {\displaystyle [1,q)} e coprimo a q.
```
r = 588
```

La chiave privata consiste di q, w e r.
Per calcolare una chiave pubblica, generare una sequenza β moltiplicando ogni elemento in w per r mod q
```
β = {295, 592, 301, 14, 28, 353, 120, 236}
```

infatti
```
2 * 588 mod 881 = 295
7 * 588 mod 881 = 592
11 * 588 mod 881 = 301
21 * 588 mod 881 = 14
42 * 588 mod 881 = 28
89 * 588 mod 881 = 353
180 * 588 mod 881 = 120
354 * 588 mod 881 = 236
```

La sequenza β è la chiave pubblica.
Poniamo che Alice voglia cifrare "a". Primo, deve trasformare "a" in notazione binaria (in questo caso usando le codifiche ASCII o UTF-8)
```
01100001
```

Secondo, moltiplica ogni bit per il numero corrispondente in β
```
a = 01100001

0 * 295
+ 1 * 592
+ 1 * 301
+ 0 * 14
+ 0 * 28
+ 0 * 353
+ 0 * 120
+ 1 * 236
= 1129
```

Alice invia questo numero al destinatario.
Per decifrare, Bob moltiplica 1129 per r −1 mod {\displaystyle q} (Vedere aritmetica modulare)
```
1129 * 442 mod 881 = 372
```

Ora Bob decompone 372 selezionando l'elemento più grande in w minore o uguale a 372. Poi selezionando il secondo elemento più grande in w minore o uguale alla differenza, fino a quando la differenza è pari a {\displaystyle 0}:
```
372 - 354 = 18

18 - 11 = 7

7 - 7 = 0
```

Gli elementi selezionati dalla chiave privata corrispondono ai bit pari a 1 nel messaggio
```
01100001
```

Se riconvertito dalla notazione binaria, il messaggio decifrato è proprio "a".